# Nida (województwo świętokrzyskie)
Nida – wieś w Polsce położona w województwie świętokrzyskim, w powiecie kieleckim, w gminie Morawica.
Była wsią biskupstwa krakowskiego w województwie sandomierskim w ostatniej ćwierci XVI wieku. 
| SIMC    | Nazwa     | Rodzaj     |
| ------- | --------- | ---------- |
| 0254249 | Borki     | część wsi  |
| 0254255 | Chudew    | część wsi  |
| 0254261 | Lurowizna | przysiółek |
| 0254278 | Łazisko   | część wsi  |
| 0991870 | Ruda      | przysiółek |
| 0254284 | Pogórcze  | część wsi  |

W latach 1975–1998 miejscowość administracyjnie należała do województwa kieleckiego.